# Gong Jin'ou
Le Gong Jin'ou (chinois traditionnel : 鞏金甌 ; litt. « Que le calice d'or soit renforcé ») fut le premier hymne national de la Chine. Officiellement sans titre, il fut créé durant les derniers jours de la dynastie Qing ; il ne resta officiel que pendant une très courte période, peu avant que le gouvernement de cette dynastie ne soit renversé et que la république de Chine ne soit proclamée.
Les paroles sont composées par Yan Fu (嚴復), un écrivain et haut dignitaire de la flotte des Qing et la musique est l'œuvre de Bo Tong (溥侗), un officier de la garde impériale. Le maître des cérémonies Guo Cengxin (郭曾炘) apporta quelques modifications dans le texte et dans la partition.
Le Gong Jin'ou fut adopté par le gouvernement de l'empereur Xuantong le 4 octobre 1911 (date correspondant au 13e jour, du 8e mois, de la 3e année de son règne). Mais 6 jours après commençait la révolte de Wuchang qui devait mettre fin à la dynastie Mandchoue, avec la proclamation de la république de Chine, le 1er janvier 1912, suivie de l'abdication de l'empereur, le 12 février 1912.
Le Gong Jin'ou redevint brièvement - du 1er au 12 juillet 1917 - l'hymne national de la Chine lorsque le général Zhang Xun tenta un coup d'État infructueux pour rétablir les Qing. 
Sous le régime communiste, le Gong Jin'ou fut interdit jusqu'en 1978.

## Paroles
| Chinois 鞏金甌， 承天幬， 民物欣鳧藻， 喜同袍， 清時幸遭。 真熙皞， 帝國蒼穹保。 天高高， 海滔滔。 | Pinyin Gǒng jīn'ōu Chéng tiān chóu, Mínwù xīn fú zǎo, Xǐ tóngpáo, Qīng shí xìng zāo. Zhēn xī hào, Dìguó cāngqióng bǎo. Tiān gāogāo, Hǎi tāotāo. | Français Que le calice d'or soit renforcé sous l'égide de Dieu où tous prospèrent comme les canards aux algues, et jouissent de l'amitié et de l’époque de pureté. Que cet âge brillant de paix et l'empire soient par Dieu assurés, à l'infini comme le ciel , à l'infini comme la mer agitée. |